# Armorikanska bergen
Armorikanska bergen är en numera kraftigt nereroderad bergskedja bestående av prekambriska och gammalpaleozoiska bergarter.
Bergskedjan, som bildades under den variskiska veckningsperioden (karbon och perm), sträcker sig från sydvästra Irland över Wales och Bretagne till sydöstra Frankrike.